# Виденфельт, Йёран
Йёран Фредрик Виденфельт (швед. Göran Fredrik Widenfelt; 13 августа 1928, Гётеборг — 9 марта 1985, Евле) — шведский легкоатлет, специалист по прыжкам в высоту и многоборьям. Выступал за сборную Швеции по лёгкой атлетике в конце 1940-х — начале 1950-х годов, двукратный чемпион Швеции в десятиборье, участник двух летних Олимпийских игр.

## Биография
Йёран Виденфельт родился 13 августа 1928 года в Гётеборге. Занимался лёгкой атлетикой в местном клубе «Эргрюте».
В начале спортивной карьеры проявил себя в прыжках в высоту, в частности в данной дисциплине представлял страну на летних Олимпийских играх 1948 года в Лондоне — с результатом в 1,90 метра занял в финале девятое место. Личный рекорд в прыжках в высоту — 1,981 метра.
Позднее переключился на многоборья, где так же стал показывать высокие результаты. Так, в 1950 году впервые стал чемпионом Швеции в программе десятиборья и, попав в состав шведской национальной сборной, выступил на чемпионате Европы в Брюсселе — набрал в сумме всех дисциплин десятиборья 6566 (7005) очков, расположившись в итоговом протоколе соревнований на четвёртой строке.
В 1952 году на чемпионатах Швеции стал серебряным призёром в пятиборье и вновь превзошёл всех соперников в десятиборье, в том числе взял верх над главным своим конкурентом Челлем Тоннандером. Кроме того, установил личный рекорд в данной дисциплине — 6735 очков. Благодаря череде удачный выступлений удостоился права защищать честь страны на Олимпийских играх в Хельсинки — на сей раз с результатом в 6388 очков стал шестым.
Советский многоборец Владимир Волков неоднократно упоминает Виденфельта в своей книге «Путь многоборца» как одного из основных своих соперников.
После завершения спортивной карьеры работал на руководящих постах в банковской сфере.
Умер 9 марта 1985 года в городе Евле в возрасте 56 лет.